# Fiji nos Jogos Olímpicos de Verão de 1956
Fiji competiu pela primeira vez nos Jogos Olímpicos nos Jogos Olímpicos de Verão de 1956 em Melbourne, Austrália.

## Desempenho

### Atletismo
Masculino
Campo
| Atleta          | Evento              | Elim. | Elim. | Final | Final |
| Atleta          | Evento              | Res.  | Pos.  | Res.  | Pos.  |
| --------------- | ------------------- | ----- | ----- | ----- | ----- |
| Mesulame Rakuro | Lançamento de disco | 48.21 | 8º    | 47.24 | 15º   |

### Boxe
| Atleta          | Peso               | Fase de 32             | Oitavas de final       | Quartas de final       | Semifinais             | Final                  | Final       |             |
| Atleta          | Peso               | Adversário e resultado | Adversário e resultado | Adversário e resultado | Adversário e resultado | Adversário e resultado | Pos.        |             |
| --------------- | ------------------ | ---------------------- | ---------------------- | ---------------------- | ---------------------- | ---------------------- | ----------- | ----------- |
| Thomas Schuster | Meio-médio-ligeiro | GER Roth D             | Não avançou            | Não avançou            | Não avançou            | Não avançou            | Não avançou |             |
| Hector Hatch    | Meio-médio         |                        | ROU Linca D            | Não avançou            | Não avançou            | Não avançou            | Não avançou | Não avançou |

### Vela
| Atleta                     | Classe | Regatas e Pontuação | Regatas e Pontuação | Regatas e Pontuação | Regatas e Pontuação | Regatas e Pontuação | Regatas e Pontuação | Regatas e Pontuação | Regatas e Pontuação | Regatas e Pontuação | Regatas e Pontuação | Regatas e Pontuação | Regatas e Pontuação | Regatas e Pontuação | Regatas e Pontuação | Escore | Pos. |
| Atleta                     | Classe | 1                   | Pontos              | 2                   | Pontos              | 3                   | Pontos              | 4                   | Pontos              | 5                   | Pontos              | 6                   | Pontos              | 7                   | Pontos              | Escore | Pos. |
| -------------------------- | ------ | ------------------- | ------------------- | ------------------- | ------------------- | ------------------- | ------------------- | ------------------- | ------------------- | ------------------- | ------------------- | ------------------- | ------------------- | ------------------- | ------------------- | ------ | ---- |
| Nesbit Christopher Bentley | Finn   | DNF                 | 0                   | 19º                 | 123                 | 18º                 | 147                 | 18º                 | 147                 | 16º                 | 198                 | 18º                 | 147                 | 17º                 | 172                 | 934    | 20º  |

| M   | Regata da Medalha da qual só participam os dez primeiros colocados das regatas anteriores  |  |  | CAN | Regata cancelada |
| BFD | Desclassificado por bandeira preta (Black Flag Disqualified)                               |  |  |     |                  |
| UFD | Desclassificado por bandeira "U" (U Flag Disqualified)                                     |  |  |     |                  |
| OCS | Largada queimada (On the Course Side of the starting line)                                 |  |  |     |                  |
| DNE | Desclassificação sem eliminação (infração a um item do regulamento da prova – Did Not End) |  |  |     |                  |